# شين سيونغ هو
شين سيونغ هو هو ممثل وعارض أزياء كوري جنوبي ولد في يوم 11 نوفمبر 1995. بدأ التمثيل في سنة 2018 ومثل في مسلسل مراهقون في 2018 ومسلسل في الثامنة عشر في 2019.

## فيلموغرافيا

### أفلام
| عام  | عنوان العمل  | الدور       |
| ---- | ------------ | ----------- |
| 2021 | فطيرة مزدوجة | كانغ وو رام |

### مسلسلات تلفزيونية
| عام  | عنوان               | الدور            | الشبكة      |
| ---- | ------------------- | ---------------- | ----------- |
| 2018 | مراهقون             | نام شي وو        | نايفر TV    |
| 2019 | مراهقون 2           | نام شي وو        | نايفر TV    |
| 2019 | في الثامنة عشر      | ما هوي يونغ      | جي تي بي سي |
| 2019 | إنذار الحب          | ايل سيك          | نتفليكس     |
| 2020 | كيف تشتري صديق      | هيو دون هيوك     | كي بي اس 2  |
| 2020 | قصة حب منزلية الصنع | نام سي وو (ظهور) | كي بي اس 2  |
| 2021 | دي بي: أيام الكلب   | هوانغ جانغ سو    | نتفليكس     |
| 2022 | زواج الروح          | جو وون           | تي في ان    |

## روابط خارجية
- شين سيونغ هو على موقع IMDb (الإنجليزية)
- شين سيونغ هو على موقع قاعدة بيانات الفيلم (الإنجليزية)
- شين سيونغ هو على موقع كينوبويسك (الروسية)